# Теплоізоляційна фарба
Теплоізоляційна фарба (Термоізоляційна фарба)  - це спеціалізована фарба яка виконує функцію теплоізоляційну приміщення. Технологія використання теплоізоляційної фарби абсолютно аналогічна технології використання звичайної фарби. Теплоізоляційні фарби мають в своєму складі спеціальні теплоізоляційні домішки, як правило це мікроскопічні вакуумні шароподібні частинки що виготовлені з кераміки,силікону чи теплоізоляційних полімерів . Термоізоляційна фарба високоефективно термоізолює приміщення, по ефективності теплоізоляції один міліметр теплоізоляційної фарби дорівнює приблизно 5 сантиметрам пінопласту. 
Теплоізоляційна фарба була розроблена фахівцями НАСА для використання в космічних апаратах, згодом її використання розповсюдилося на літаки. Згодом технології виробництва теплоізоляційної фарби осучаснювалися, в результаті ціна знижувалася, що дало змогу налагодити масове виробництво таких фарб. Починаючи з кінця 1990х теплоізоляційна фарба пішла в масове виробництво і використання в США і країнах ЄС . 
Висока ефективність робить фарбу досить економічною, хоч ціна фарби дещо більша ніж еквівалента звичайного теплоізоляційного матеріалу (в результаті технологічності виробництва) проте це компенсує економія трудозатрат при використанні. Час нанесення фарби для утеплення стінок значно менше, ніж при традиційній теплоізоляції. Не потрібно монтувати спеціальні конструкції для утеплювача і витрачати на це корисну площу .Теплоізоляційні фарби легко наносяться на поверхні з будь-якими особливостями щодо геометрії. Роботи проводяться легко, їх виконання доступно будь-яким майстрам у домашніх умовах. Технологічно нанесення термофарби нічим не відрізняється від фарбування поверхні будь-яким іншим лакофарбовим складом. Спочатку наноситься перший шар, після чого після чого треба чекати висихання. Далі наносять ще кілька шарів лакофарбового матеріалу. Зазвичай йдеться про 5-6 шари фарби, але іноді загальна їх кількість досягає 10. Фарба наноситься за допомогою будь-якого зручного пристрою, але краще зупинити вибір на розпилювачі. Дуже важливо досягти рівномірного покриття. Коли фарба висихає, на поверхні з'являється щільна теплова плівка, що забезпечує низьку теплопровідність. Крім того, плівка надає інші якості покриттю, в тому числі механічну міцність, стійкість до впливу ультразвуку, вологості і т.д.